# Royaucourt
Royaucourt település Franciaországban, Oise megyében. Lakosainak száma 211 fő (2022. január 1.). Royaucourt Domfront, Dompierre, Ferrières, Ayencourt, Welles-Pérennes, Mesnil-Saint-Georges és Rubescourt községekkel határos.

## Népesség
A település népessége az elmúlt években az alábbi módon változott:
| Lakosok száma | 205  | 204  | 210  | 209  | 206  | 205  | 202  | 206  | 211  |
|               | 2013 | 2015 | 2016 | 2017 | 2018 | 2019 | 2020 | 2021 | 2022 |